# Bentinck Island, Queensland
Bentinck Island är en ö i Australien. Den ligger i ögruppen South Wellesley Islands i delstaten Queensland, omkring 1 800 kilometer nordväst om delstatshuvudstaden Brisbane.